# 辻亮
辻 亮（つじ りょう、1976年 - ）は、大阪府堺市出身のスポーツトレーナー、整体師、IRONMANトレーナー（米国）、耳穴療法士（台湾）。
大阪市内に展開しているUP+CONDITION（アップコンディション）の経営者でもある。
スポーツトレーナー・医療など複数の専門学校で資格取得後、総合病院リハビリテーション科トレーナー、社会人バスケットボールチームトレーナーなどを経て、米国リハビリテーションの手技を応用したTsuji式PNFテクニックを考案し、スポーツトレーナーとして一般の方からアスリートまで、QOL向上からスポーツパフォーマンス向上を目的とした施術を行なっている。
日本PNFテクニック協会®︎（柔道整復師、鍼灸師、あんま指圧マッサージ師、整体師などへの技術提供を特許庁より認可済）としては、スポーツトレーナー、治療家、美容家、パーソナルトレーナーなどプロの施術者や指導者を対象とした講習会を全国で開催。Tsuji式PNF、ストレッチ、筋膜リリース、骨格矯正（小顔・背骨・骨盤）などの実践的で効果的な手技をわかりやすく公開している。
また、海外での活動も積極的であり、ホノルルトライアスロン（オアフ島）・IRONMANワールドチャンピオンシップ（ハワイ島）の選手陣へのケアスタッフ（トレーナー）として渡米。国境なきセラピスト団（共同代表・田中代志美）というチーム名にて、日本PNFテクニック協会®︎認定トレーナーを毎年多数引率し、国際的に活動できる施術者の育成を行う。
さらに、米国ハワイ州立大学（UH）医学部においても、人体解剖実習を日本PNFテクニック協会®︎認定トレーナーの課外授業の一貫とし、国境なきセラピスト団（共同代表・田中代志美）で実施し、日本国内では経験できない学習法で施術者（コメディカル）の知識向上を目指す。
トライアストロンのトレーニング、コンディショニング、レース後のケアを検証するために選手としてトライアスロンレースへ出場したりと、自らクライアントの立場になって実践することも多い。

## 役職
UP+CONDITION（アップコンディション）：代表
合資会社アップコンディション：代表取締役
日本PNFテクニック協会（JPTA）：代表

## 著書・DVD
- 「となりの治療院が儲かっている本当の理由」[4]（ぱる出版：2009年5月) ISBN 4827204896
- 「クリスタルジュエリーダイエット」[5]（長崎出版：2009年12月） ISBN 4860953819
- 「神経・筋・関節の機能を最大化する Tsuji式PNFテクニック入門」[6]（BAB出版：2011年3月） ISBN 4862205771
- 「各種施術に使える注目メソッド！Tsuji式PNFテクニック入門（DVD）」[7]（BAB出版：2011年5月)
- 「Tsuji式PNFホームケア入門 一生介護いらずの身体になる! 神経トレーニング「神(しん)トレ」（DVD）」[8]（BAB出版：2013年8月）
- 「神経を利用して硬い筋肉を操る Tsuji式PNFテクニック（DVD）」[9]（治療院マーケティング研究所：2013年9月）
- 「Tsuji式PNFホームケア入門 一生介護いらずの身体になる! 神経トレーニング「神(しん)トレ」」[10]（BAB出版：2014年1月） ISBN 4862207898
- 「Tsuji式PNF美容バージョン最新テクニック（DVD）」[11]（治療院マーケティング研究所：2014年5月）
- 「究極のスポーツトリートメント 超回復の手技療法 PNF&オイルマッサージ（DVD 」（BAB出版：2016年3月)  JAN：4571336937491
- 「世界のトップアスリートも認めた、究極の身体回復・向上トリートメント PNFスポーツオイルマッサージ 動的×静的アプローチで深部筋肉・神経まで働きかける!」（BAB出版：2016年4月)  ISBN 4862209726
- 「ボディメイクストレッチ-私にもできる！はじめてのストレッチ・筋膜リリース-」（アップコンディション：2017年5月）

## 最近の連載・講演
- BWJ（Beautyworld Japan）[12]メインステージセミナー：講師
- TNCC（セラピー・ネット・カレッジ）：Tsuji式「PNF・ワンポイントテクニック」：講師
- Tsuji式PNFテクニック ベーシック & アドバンス講習：講師
- 美容＆エステティックの新しい情報誌「クレアボー」：PNFテクニック・ハワイ情報・連載（フレグランスジャーナル社）
- 月刊「セラピスト」：PNFテクニック（BAB出版）
- 月刊「秘伝」：PNFテクニック（BAB出版）
- 「セラピーオールガイド」：PNFテクニック（BAB出版）
- 「トワテックリサーチ」：PNFテクニック（トワテック)
- SPORTEC（健康運動指導士・健康運動実践指導者単位クラス）：ボディメイクストレッチ：講師